# Klein-Eichen
Klein-Eichen ist der nach Einwohnerzahl kleinste Stadtteil von Grünberg im mittelhessischen Landkreis Gießen. Der Ort liegt 8 km östlich von Grünberg am Lardenbach im Vorderen Vogelsberg. Die Bebauungen von Klein-Eichen und Lardenbach gehen ineinander über.

## Ortsgeschichte

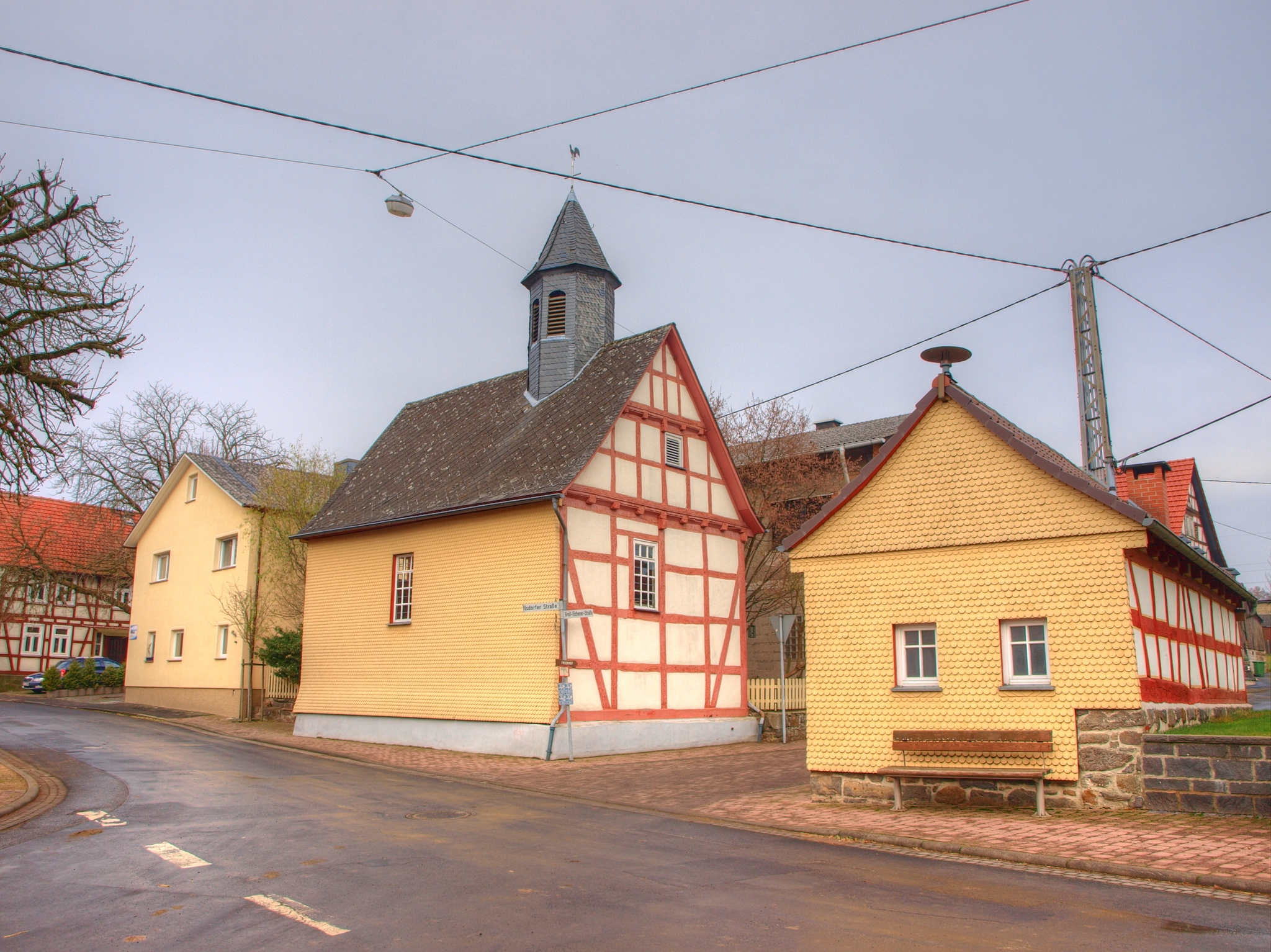
Kirche und Backhaus

### Mittelalter
1466 lässt sich „Wenigen-Eichen“ in einer Urkunde finden. „zu wenigeneyhin in dem gerichte obirnomen“. Der Ort liegt bei Groß-Eichen und ist wohl zeitweise wüst gefallen und gehörte ins Gericht Ober-Ohmen. Erst 1563 wurde der Ortsname Klein-Eichen urkundlich belegt: „wonhafftig zu Klein-Aychen“ Dabei scheint der Ort identisch mit Wenigen-Eichen identisch zu sein.
Der Name bedeutet bei den Eichen. Klein meint ursprünglich im Mhd. schwach, gering und wurde erst im Nhd. zum Gegensatz groß - klein. Mit diesen Adjektiven wurden topographisch klar zu unterscheidende Orte benannt.

### Neuzeit
Bis zum Ende des Dreißigjährigen Krieges lag Klein-Eichen auf einer Anhöhe ca. 1 km weiter nördlich, wovon Mauerreste und Grabsteine bis heute zeugen. Erst danach siedelten die Bewohner am nördlichen Ufer des Larbachs. 1738 kauften die Einwohner die Fachwerkkirche aus Unter-Seibertenrod und bauten sie in mehrjähriger Arbeit aus. Bis 1978 war der Ort Teil des Kirchspiels Groß-Eichen und wurde vom dortigen Pfarrer mitbetreut. Die evangelische Kirche Klein-Eichen besteht noch heute.
Die Statistisch-topographisch-historische Beschreibung des Großherzogthums Hessen berichtet 1830 über Klein-Eichen:

„Kleineichen (L. Bez. Grünberg) evangel. Filialdorf; liegt im Vogelsberg 1½ St. von Grünberg und gehört dem Freiherrn von Riedesel. Der Ort hat 1 Kirche, 30 Häuser und 164 Einwohner, die bis auf 2 Katholiken evangelisch sind. Die Einwohner beschäftigen sich auch stark mit der Spinnerei und Leineweberei.“

In der ersten Hälfte des 20. Jahrhunderts wurde im benachbarten Lardenbach in einem Bergwerk Eisenerz abgebaut. Einige Klein-Eichener verdienten sich dort ein Zubrot. Nach dem Zweiten Weltkrieg bestanden über Jahre mehrere Kleinstbetriebe, vornehmlich des textilverarbeitenden Gewerbes, in denen vorwiegend Frauen eine Beschäftigung fanden. Ab 1970 erlebte der Ort einen Strukturwandel. Landwirtschaft wurde zunehmend im Nebenerwerb betrieben. Mit Beginn der 90er Jahre schlossen mehr und mehr Betriebe. 2020 existiert nur mehr ein einziger Landwirt im Dorf.
Das ehemalige Backhaus wird heute für Versammlungen und Veranstaltungen benutzt.
Hessische Gebietsreform (1970–1977)
Im Zuge der Gebietsreform in Hessen wurde die bis dahin selbständige Gemeinde Klein-Eichen zum 31. Dezember 1970 auf freiwilliger Basis in die Stadt Grünberg eingemeindet. Für Klein-Eichen sowie für alle ehemals eigenständigen Gemeinden von Grünberg und die Kernstadt wurde je ein Ortsbezirk gebildet.

### Verwaltungsgeschichte im Überblick
Die folgende Liste zeigt die Staaten und Verwaltungseinheiten, denen Klein-Eichen angehört(e):
- vor 1567: Heiliges Römisches Reich, Gericht Ober-Ohmen der Freiherren Riedesel zu Eisenbach[12]
- 1604–1648: Heiliges Römisches Reich, strittig zwischen Landgrafschaft Hessen-Darmstadt und Landgrafschaft Hessen-Kassel (Hessenkrieg)
- ab 1627: Heiliges Römisches Reich, Oberherrschaft: Landgrafschaft Hessen-Darmstadt, Gericht Ober-Ohmen der Freiherren Riedesel zu Eisenbach
- 1787: Heiliges Römisches Reich, Landgrafschaft Hessen-DarmstadtOberfürstentum Hessen, Amt Grünberg, Gericht Ober-Ohmen der Freiherren Riedesel zu Eisenbach
- ab 1806: Großherzogtum Hessen,[Anm. 2] Fürstentum Ober-Hessen, Amt Grünberg, Gericht Ober-Ohmen der Freiherren Riedesel zu Eisenbach[13][14]
- ab 1815: Großherzogtum Hessen, Provinz Oberhessen, Amt Grünberg, Gericht Ober-Ohmen
- ab 1821: Großherzogtum Hessen, Provinz Oberhessen, Landratsbezirk Grünberg[Anm. 3]
- ab 1832: Großherzogtum Hessen, Provinz Oberhessen, Kreis Grünberg
- ab 1848: Großherzogtum Hessen, Regierungsbezirk Gießen
- ab 1852: Großherzogtum Hessen, Provinz Oberhessen, Kreis Grünberg
- ab 1867: Norddeutscher Bund, Großherzogtum Hessen, Provinz Oberhessen, Kreis Grünberg
- ab 1871: Deutsches Reich, Großherzogtum Hessen, Provinz Oberhessen, Kreis Grünberg
- ab 1874: Deutsches Reich, Großherzogtum Hessen, Provinz Oberhessen, Kreis Schotten
- ab 1918: Deutsches Reich, Volksstaat Hessen, Provinz Oberhessen, Kreis Schotten
- ab 1938: Deutsches Reich, Volksstaat Hessen, Landkreis Gießen[15][Anm. 4]
- ab 1945: Deutsches Reich, Amerikanische Besatzungszone,[Anm. 5] Groß-Hessen, Regierungsbezirk Darmstadt, Landkreis Gießen
- ab 1946: Deutsches Reich, Amerikanische Besatzungszone, Hessen, Regierungsbezirk Darmstadt, Landkreis Gießen
- ab 1949: Bundesrepublik Deutschland, Hessen, Regierungsbezirk Darmstadt, Landkreis Gießen
- ab 1971: Bundesrepublik Deutschland, Hessen, Regierungsbezirk Darmstadt, Landkreis Gießen, Stadt Grünberg
- ab 1977: Bundesrepublik Deutschland, Hessen, Regierungsbezirk Darmstadt, Lahn-Dill-Kreis, Stadt Grünberg
- ab 1979: Bundesrepublik Deutschland, Hessen, Regierungsbezirk Darmstadt, Landkreis Gießen, Stadt Grünberg
- ab 1981: Bundesrepublik Deutschland, Hessen, Regierungsbezirk Gießen, Landkreis Gießen, Stadt Grünberg

### Gerichtszugehörigkeit seit 1803
In der Landgrafschaft Hessen-Darmstadt wurde mit Ausführungsverordnung vom 9. Dezember 1803 das Gerichtswesen neu organisiert. Für die Provinz Oberhessen wurde das Hofgericht Gießen als Gericht der zweiten Instanz eingerichtet. Die Rechtsprechung der ersten Instanz wurde durch die Ämter bzw. Standesherren vorgenommen und somit war für Klein-Eichen das „Patrimonialgericht der Freiherren Riedesel zu Eisenbach“ in Ober-Ohmen zuständig. Nach der Gründung des Großherzogtums Hessen 1806 wurden die Aufgaben der ersten Instanz 1821 im Rahmen der Trennung von Rechtsprechung und Verwaltung auf die neu geschaffenen Land- bzw. Stadtgerichte übertragen. 1821 traten die Freiherren Riedesel zu Eisenbach ihre Rechte am Gericht Ober-Ohmen an das Großherzogtum Hessen ab. „Landgericht Grünberg“ war daher von 1822 bis 1879 die Bezeichnung für das erstinstanzliche Gericht, das für Klein-Eichen zuständig war. Infolge der Neuordnung der Gerichtsbezirke in der Provinz Oberhessen mit Wirkung vom 15. Oktober 1853 wurde Klein-Eichen dem Sprengel des Landgerichts Laubach zugewiesen.
Anlässlich der Einführung des Gerichtsverfassungsgesetzes mit Wirkung vom 1. Oktober 1879, infolge derer die bisherigen großherzoglichen Landgerichte durch Amtsgerichte an gleicher Stelle ersetzt wurden, während die neu geschaffenen Landgerichte nun als Obergerichte fungierten, kam es zur Umbenennung in „Amtsgericht Laubach“.
Am 1. Juli 1968 erfolgte die Auflösung des Amtsgerichts und Klein-Eichen wurde dem Sprengel des Amtsgerichts Gießen zugelegt. Vom 1. Januar 1977 bis zum 1. August 1979 trug das Gericht den Namen „Amtsgericht Lahn-Gießen“, das dann mit der Auflösung der Stadt Lahn wieder in „Amtsgericht Gießen“ umbenannt wurde.

## Bevölkerung

### Einwohnerstruktur 2011
Nach den Erhebungen des Zensus 2011 lebten am Stichtag dem 9. Mai 2011 in Klein-Eichen 252 Einwohner. Darunter waren 3 (1,2 %) Ausländer.
Nach dem Lebensalter waren 39 Einwohner unter 18 Jahren, 105 zwischen 18 und 49, 60 zwischen 50 und 64 und 48 Einwohner waren älter. Die Einwohner lebten in 108 Haushalten. Davon waren 30 Singlehaushalte, 36 Paare ohne Kinder und 36 Paare mit Kindern, sowie 3 Alleinerziehende und 3 Wohngemeinschaften. In 27 Haushalten lebten ausschließlich Senioren und in 75 Haushaltungen lebten keine Senioren.

### Einwohnerentwicklung
| • 1577: | 012 Hausgesesse                                             |
| • 1742: | 033 Untertanen, 5 Junge Mannschaften, keine Beisassen/Juden |
| • 1806: | 148 Einwohner, 26 Häuser                                    |
| • 1829: | 164 Einwohner, 30 Häuser                                    |
| • 1867: | 159 Einwohner, 29 bewohnte Gebäude                          |
| • 1875: | 154 Einwohner, 29 bewohnte Gebäude                          |

| Klein-Eichen: Einwohnerzahlen von 1800 bis 2020 | Klein-Eichen: Einwohnerzahlen von 1800 bis 2020 | Klein-Eichen: Einwohnerzahlen von 1800 bis 2020 | Klein-Eichen: Einwohnerzahlen von 1800 bis 2020 | Klein-Eichen: Einwohnerzahlen von 1800 bis 2020 |
| --- | ----------------------------------------------- | ----------------------------------------------- | ----------------------------------------------- | ----------------------------------------------- |
| Jahr |                                                 |                                                 |                                                 | Einwohner                                       |
| 1800 | 1800                                            |                                                 | 160                                             | 160                                             |
| 1806 | 1806                                            |                                                 | 148                                             | 148                                             |
| 1829 | 1829                                            |                                                 | 164                                             | 164                                             |
| 1834 | 1834                                            |                                                 | 170                                             | 170                                             |
| 1840 | 1840                                            |                                                 | 162                                             | 162                                             |
| 1846 | 1846                                            |                                                 | 168                                             | 168                                             |
| 1852 | 1852                                            |                                                 | 167                                             | 167                                             |
| 1858 | 1858                                            |                                                 | 173                                             | 173                                             |
| 1864 | 1864                                            |                                                 | 161                                             | 161                                             |
| 1871 | 1871                                            |                                                 | 156                                             | 156                                             |
| 1875 | 1875                                            |                                                 | 154                                             | 154                                             |
| 1885 | 1885                                            |                                                 | 150                                             | 150                                             |
| 1895 | 1895                                            |                                                 | 147                                             | 147                                             |
| 1905 | 1905                                            |                                                 | 149                                             | 149                                             |
| 1910 | 1910                                            |                                                 | 174                                             | 174                                             |
| 1925 | 1925                                            |                                                 | 181                                             | 181                                             |
| 1939 | 1939                                            |                                                 | 166                                             | 166                                             |
| 1946 | 1946                                            |                                                 | 226                                             | 226                                             |
| 1950 | 1950                                            |                                                 | 231                                             | 231                                             |
| 1956 | 1956                                            |                                                 | 179                                             | 179                                             |
| 1961 | 1961                                            |                                                 | 172                                             | 172                                             |
| 1967 | 1967                                            |                                                 | 173                                             | 173                                             |
| 1970 | 1970                                            |                                                 | 201                                             | 201                                             |
| 1980 | 1980                                            |                                                 | ?                                               | ?                                               |
| 1987 | 1987                                            |                                                 | 208                                             | 208                                             |
| 2003 | 2003                                            |                                                 | 247                                             | 247                                             |
| 2011 | 2011                                            |                                                 | 252                                             | 252                                             |
| 2016 | 2016                                            |                                                 | 237                                             | 237                                             |
| 2020 | 2020                                            |                                                 | 235                                             | 235                                             |
| Datenquelle: Historisches Gemeindeverzeichnis für Hessen: Die Bevölkerung der Gemeinden 1834 bis 1967. Wiesbaden: Hessisches Statistisches Landesamt, 1968. Weitere Quellen: LAGIS; Ab 1970: Stadt Grünberg:; Zensus 2011 |                                                 |                                                 |                                                 |                                                 |

### Historische Religionszugehörigkeit
| • 1829: | 162 evangelische, zwei katholische Einwohner                               |
| • 1961: | 148 evangelische (= 86,05 %), 24 römisch-katholische (= 13,95 %) Einwohner |

### Historische Erwerbstätigkeit
| • 1961: | Erwerbspersonen: 74 Land- und Forstwirtschaft, 17 Prod. Gewerbe, 4 Handel, Verkehr und Nachrichtenübermittlung, 8 Dienstleistungen und Sonstige. |

## Politik
Für den Stadtteil Klein-Eichen besteht ein Ortsbezirk (Gebiete der ehemaligen Gemeinde Klein-Eichen) mit Ortsbeirat und Ortsvorsteher nach der Hessischen Gemeindeordnung.
Der Ortsbeirat besteht aus sieben Mitgliedern. Bei den Kommunalwahlen in Hessen 2021 betrug die Wahlbeteiligung zum Ortsbeirat 57,77 %. Alle Kandidaten gehörten der „Gemeinschaftsliste Klein-Eichen“ an. Der Ortsbeirat wählte Werner Zimmer zum Ortsvorsteher.

## Vereine
Mehrere Vereine bestimmen das kulturelle Dorfleben, nämlich die Freiwillige Feuerwehr Lardenbach/Klein-Eichen, der Gesangverein „Eintracht“ Lardenbach/Klein-Eichen und der „K-E V“ (Klein-Eichener Verein).
Im Jahr 1989 gründete sich der „Klein-Eichener Arbeitskreis zur Rettung der Lebensfreude e. V.“, der bis ins 21. Jahrhundert hinein Konzerte, Dorffeste und Informationsabende zur Dorfgeschichte (z. B. zum Thema „Spinnstube“) veranstaltete.